# Siegfried Reda
Siegfried Reda (Bochum (Rin del Nord-Westfàlia,), 27 de juliol, 1916 - Mülheim del Ruhr (Rin del Nord-Westfàlia), 13 de desembre, 1968), va ser un compositor i organista alemany.

## Obra
Reda és considerada com una de les forces més actives en la renovació de la música eclesiàstica protestant després de la Segona Guerra Mundial. En conseqüència, va escriure predominantment música amb referència litúrgica. La col·lecció "Música coral per a l'any de l'Església" s'ha de considerar, sens dubte, com la seva obra principal, en la qual compta amb més de 40 motets d'epístoles, més de 40 refranys o cants de salms, més de seixanta moviments corals per a les cançons Gradual i sis gòspel, música (inclosos els contes de Nadal i Pasqua, 1949 o 1951).
Obres d'orgue (selecció)

- Suite coral (1941)
- Concert coral I "Oh, que benaventurats sou, piadosos" (1946)
- Concert coral II "El fill de Déu ve" (1946)
- Concert per a orgue I (1947)
- Concert per a orgue II (1947)
- Concert per a orgue III (1948)
- Concert coral "Crist nostre Senyor va venir al Jordà" (1948)
- Tríptic per a l'himne "Oh món, he de deixar-te anar" (1951)
- Advent partita “Amb seriositat, fills dels homes” (1952)
- Concert coral "O tristesa, o desamor" (1953)
- Set monòlegs (1953)
- Imatges de Mary (1955)
- Preludi, fuga i quàdruple (1957)
- Sonata (1960)
- Meditació sobre la cançó de la passió "Un xai va i porta la culpa" (1964)
- Concert coral "I know a lovely angel game" (1968, versió abreujada de l'obra inèdita "Gloria Dei" de 1957)

Obres corals sagrades més enllà de la col·lecció "Música coral per a l'any de l'Església" (selecció)
- Cantata coral "Fröhlich mein Herze sprung" (1945) per a veu individual, cor i orgue
- Magnificat peregrini toni (1949) per a veu individual, cor i orgue
- Missa de Rèquiem (1950, sense imprimir) per a solistes, cor i orquestra
- Amor Dei (1952) per a soprano, cor i orgue
- Meditació i fuga sobre la cançó de la passió "T'agraïm, Senyor Jesucrist" (1959) per a cor i orgue
- El 8è Salm (1964) per a soprano i baríton sol, cor i orgue
- Requiem vel vivorum consolatio (1963) per a solistes, cor i orquestra